# Віа-Вітторіо-Венето
Віа Вітторіо Венетто чи Via Veneto — одна з найвідоміших вулиць у Римі. Офіційну назву Via Vittorio Veneto отримала вулиця після битви при Вітторіо-Венето. Федеріко Фелліні у класичному фільмі 1960-х Солодке життя (італ. «La Dolce Vita») проводив зйомки в основному у центрі Рима в районі вулиці Віа Венето. Це зробило вулицю відомою і перетворило її на центр будівництва престижних кафе і магазинів. Після періоду застою у 1980-х, з 1990-х років вулиця отримала нове життя. Сьогодні там знаходяться кілька найкращих готелів Риму . 
На Віа-Венето крім того знаходяться відоме Café de Paris і бар Гаррі і меморіальна дошка Федеріко Фелліні. 